# Полупредсједнички систем
Полупредсједнички систем  или систем полупредсједничке власти је уставно-политички систем организације власти, облик парламентаризма поремећене равнотеже у корист извршне власти. Обликовао се унутар парламентарног система. Док је у чистом парламентарном систему влада и шеф владе темељно, функционално и једино тијело извршне власти, па је она стварно монистичка, а формално дуалистичка, у полупредсједничком систему оба тијела извршне власти (шеф државе и влада) имају и правно и истински уставна овлашћења, при чему су овлашћења предсједника републике већа и одлучујућа, уз чињеницу да га непосредно бира народ, што га чини и уставно и политички моћнијим од владе, па он де факто постаје шеф извршне власти.
Предсједник републике именује владу као и предсједника владе те му је она политички одговорна, но истовремено, влада је одговорна и законодавном тијелу. Посредством политичке одговорности владе и предсједник је одговоран законодавном тијелу. Неопходно је постојање троструког политичког консензуса; између владе и већине у парламенту, затим између предсједника републике и владе, те ради стабилности прва два, консензус између предсједника и већине у парламенту јер ако предсједник нема подршку странке или странака које имају већину у парламенту, полупредсједнички систем потребно је преобразити у парламентарни.
Док је Вајмарска република (1919–1933) била пример раног полупредседничког система, термин „полупредседнички” уведен је у чланку из 1959. године новинара Хуберта Буве-Мерија и популаризован од у раду политичког научника Мориса Дјувержеа из 1978. године. Обојица су намеравали да опишу Пету француску републику (основану 1958).

## Теоријска одређења полупредсједничког система
Бенжамен Констан, француски уставноправни и политички теоретичар, је 1815. године обликовао идеју државног поглавара као демократског арбитра између законодавне и извршне власти који располаже самосталним уставним овлашћењима, што је данас предсједник републике у полупредсједничком систему. Његова је идеја била разрађивана кроз орлеански, вајмарски и деголистички парламентаризам до савременог модела полупредсједничког система. Сврха је била да парламентарни систем буде што ефикаснији, а да се поштује начело подјеле власти и представничке демократије која посредством народа остварује свој суверенитет.
Појам полупредсједничког система у политичку теорију је увео француски правник и политолог Молис Дувергер. Дувергерова дефиниција полупредсједничког система гласи: "Политички режим сматра се полупредсједничким ако устав који га установљује комбинује три елемента: (1) предсједник републике изабран је општим правом гласа; (2) он посједује прилично велика овлашћења; (3) насупрот себи има међутим премијера и министре који посједују извршна и владавинска овлашћења и могу остати на положају само ако се томе не противи парламент". Дувергер је утврдио да је у политичкој историји Европе у 20. вијеку постојало седам уставних полупредсједничких система: Вајмарска Република (1919–1933), Финска, Аустрија, Ирска, Исланд, Португалија и Француска након 1958. кад је усвојен Устав Пете Републике, односно након 1962. кад су уставним амандманима озакоњени директни избори предсједника државе. На простору бивше Југославије су полупредсједнички систем користили Хрватска и Србија у првој деценији након успостављања демократије, односно под влашћу Фрање Туђмана и Слободана Милошевића.
У теорији се често јавља проблем именовање одређеног концепта. Као формална ознака полупредсједничког система употребљавају се термини: полупредсједнички систем, мјешовити систем, дуалистични систем, хибридни систем, гранични систем, парламентарно-предсједнички систем, дуалистични парламентаризам, ограничени парламентаризам, парламентарни систем с хегемонијом предсједника, парламентарни систем с доминацијом предсједника, облик парламентаризма с компонентом предсједничке власти, модификовани парламентаризам, дуалистични парламентарно-предсједнички систем, демократска полупарламентарна верзија предсједничког система, предсједнички парламентаризам, квазипредсједнички систем, ограничени президенцијализам, систем биполарне егзекутиве, систем дуалне егзекутиве, двојно водство, дијархија, фазни модел, алтернацијски модел итд.